# Saltos ornamentais nos Jogos Olímpicos de Verão de 2020 - Plataforma 10 m sincronizado masculino
A competição da plataforma de 10 m sincronizado masculino dos saltos ornamentais nos Jogos Olímpicos de Verão de 2020 foi realizada em 26 de julho de 2021, no Centro Aquático de Tóquio, em Tóquio. Um total de 16 saltadores de 8 Comitês Olímpicos Nacionais (CON) participaram do evento.

## Qualificação
As três melhores duplas do Campeonato Mundial de Esportes Aquáticos de 2019 ganharam uma vaga para seu respectivo CON. O Japão, como país anfitrião, também teve garantida uma vaga. As quatro vagas restantes foram para os melhores colocados da Copa do Mundo de Saltos Ornamentais de 2020.
Cada saltador deveria ter pelo menos 14 anos até o final de 2020 para poder competir.

## Formato
A competição foi realizada em uma fase única, sendo que cada dupla realizou seis saltos, devendo ser cada um dos seis grupos (para frente, de costas, revirado, ponta pé a lua, parafuso e parada de mãos). Os primeiros dois saltos tiveram um grau de dificuldade fixo de 2.0, independentemente do tipo realizado.

## Calendário
Horário local (UTC+9)
| Dia                 | Horário | Fase  |
| ------------------- | ------- | ----- |
| 26 de julho de 2021 | 15:00   | Final |

## Medalhistas
| Ouro   | GBR Tom Daley e Matty Lee              |
| Prata  | CHN Cao Yuan e Chen Aisen              |
| Bronze | ROC Aleksandr Bondar e Viktor Minibaev |

## Resultados
Um total de oito duplas de saltadores competiram, com as três melhores colocadas na final garantindo as medalhas.
| Pos.              | Saltadores                             | CON               | Final   | Final   | Final   | Final   | Final   | Final   | Final  |
| Pos.              | Saltadores                             | CON               | Salto 1 | Salto 2 | Salto 3 | Salto 4 | Salto 5 | Salto 6 | Pontos |
| ----------------- | -------------------------------------- | ----------------- | ------- | ------- | ------- | ------- | ------- | ------- | ------ |
| Medalha de ouro   | Tom Daley Matty Lee                    | GBR Grã-Bretanha  | 52.80   | 54.60   | 79.68   | 93.96   | 89.76   | 101.01  | 471.81 |
| Medalha de prata  | Cao Yuan Chen Aisen                    | CHN China         | 54.00   | 57.60   | 90.78   | 73.44   | 93.24   | 101.52  | 470.58 |
| Medalha de bronze | Aleksandr Bondar Viktor Minibaev       | ROC               | 52.80   | 51.60   | 78.54   | 89.64   | 77.70   | 89.64   | 439.92 |
| 4                 | Diego Balleza Kevin Berlín             | MEX México        | 50.40   | 50.40   | 76.80   | 75.48   | 72.15   | 82.08   | 407.31 |
| 5                 | Vincent Riendeau Nathan Zsombor-Murray | CAN Canadá        | 52.20   | 52.80   | 74.88   | 79.20   | 65.28   | 80.64   | 405.00 |
| 6                 | Oleh Serbin Oleksiy Sereda             | UKR Ucrânia       | 47.40   | 49.20   | 80.64   | 79.20   | 72.00   | 72.00   | 400.44 |
| 7                 | Kim Yeong-nam Woo Ha-ram               | KOR Coreia do Sul | 48.60   | 42.60   | 73.92   | 73.44   | 82.08   | 75.48   | 396.12 |
| 8                 | Hiroki Ito Kazuki Murakami             | JPN Japão         | 51.00   | 52.20   | 72.00   | 65.70   | 59.40   | 76.80   | 377.10 |